# セイロン (ドミニオン)

セイロン自治領
Dominion of Ceylon
ලංකා ඩොමීනියන් රාජ්‍යය

セイロン（英語: Ceylon、シンハラ語: ලංකා ඩොමීනියන් රාජ්‍යය Lanka Dominian Rajyaya）は、現在のスリランカに存在した立憲君主制国家（英連邦王国）。ドミニオンと呼ばれるイギリス連邦の自治国（自治と訳されるが、実質的な独立国）であり、1972年の共和制移行によって消滅した。

## 概要
第二次世界大戦の結果、世界帝国として君臨したイギリス帝国の国力は衰え、イギリス領インド帝国の独立機運が高まった。しかし、異なる民族や宗教の壁は、統一国家としての独立を困難なものとした。とりわけイスラム教徒とヒンドゥー教徒の対立は深刻で、インドとパキスタンの分離などの形で問題が顕在化した。
1947年8月15日、ヒンドゥー教徒多数派地域がインド連邦を名乗り、イギリス国王を元首に戴く英連邦王国として独立した。それを受けて、イスラム教徒多数派地域はパキスタンとして分離独立した。島嶼であり、仏教徒多数派地域であるセイロンは、ビルマとともにイギリス領に残ったが、翌1948年2月4日に英連邦王国の一国として独立した。
1960年にはシリマヴォ・バンダラナイケが世界初の女性首相に就任した。
末期の1971年にはスリランカ人民解放戦線による武装蜂起未遂が起きるなど混乱が発生した。
1972年5月22日に共和制へ移行し、国名をスリランカ共和国に改称した。